# Internazionali di Bergamo 2006
Gli Internazionali di Bergamo 2006 sono stati un torneo di tennis facente parte della categoria ATP Challenger Series nell'ambito dell'ATP Challenger Series 2006. Il torneo si è giocato a Bergamo in Italia dal 6 al febbraio 2006 su campi in cemento indoor.

## Vincitori

### Singolare
Alex Bogdanović ha battuto in finale  Simone Bolelli che si è ritirato sul punteggio di 6–1, 3–0.

### Doppio
Daniele Bracciali /  Giorgio Galimberti hanno battuto in finale  Christopher Kas /  Philipp Petzschner con il punteggio di 7–5, 0–6, [13–11].